# Bryophyta sensu lato
Las briofitas o briófitas en sentido amplio (s. l.), son las plantas terrestres no vasculares. Bryophyta viene del latín bryon y griego βρύον bruon, musgo, y φυτόν phyton, planta. Se caracterizan por su estructura simple y su dependencia de ambientes húmedos para su desarrollo. Se considera que estas plantas son las descendientes de las algas verdes y fueron las primeras en evolucionar hace 500 millones de años colonizando los espacios terrestres. 
Tradicionalmente, las briófitas se dividen en tres grupos principales: Bryophyta sensu stricto (musgos), Hepatophyta (hepáticas) y Anthocerotophyta (antoceros). 
En su morfología, las briofitas presentan tres partes principales: rizoides, caulidios y filidios, que son análogos, pero no homólogos, a la raíz, el tallo y las hojas de las plantas cormofitas. A diferencia de las plantas vasculares, las briofitas no poseen semillas y carecen de tejidos especializados para la conducción de agua y nutrientes, como el xilema y el floema. Su estructura primitiva les permite sobrevivir en condiciones extremas, aunque dependen de la humedad para completar su ciclo de vida.
Las briofitas tienen tejidos poco diferenciados y no poseen vasos de conducción, es decir no tienen xilema ni floema. No presentan raíces, tallos ni hojas verdaderas, sino que poseen un cuerpo vegetativo con estructuras muy primitivas, con células que no llegan a constituir un tejido. 
Los esporangios presentan una envoltura de células estériles. Puede aparecer una cutícula que protege a las células de la evaporación, pero es muy fina, por lo cual los briófitos se desecan rápidamente. Puede aparecer un sistema conductor muy simplificado.
Algunas variantes de briofitas pueden crecer sobre el cuerpo de los hongos.
En total, es posible encontrar unas 24 000 especies.[cita requerida]

## Filogenia
Tradicionalmente, todas las plantas terrestres vivas sin tejidos vasculares se clasificaron en un solo grupo taxonómico, a menudo una división (o filo). Ya en 1879, el término Bryophyta fue utilizado por el briólogo alemán Wilhelm Schimper para describir un grupo que contenía los tres clados de briofitas (aunque en ese momento, los antoceros se consideraban parte de las hepáticas). Aunque un estudio de 2005 apoyó esta visión monofilética tradicional, en 2010 había surgido un amplio consenso entre los sistemáticos de que las briofitas en su conjunto no son un grupo natural (es decir, son parafiléticas). Sin embargo, un estudio de 2014 concluyó que estas filogenias anteriores, que se basaban en secuencias de ácidos nucleicos, estaban sujetas a sesgos de composición o artefactos filogenéticos y que, además las filogenias basadas en secuencias de aminoácidos sugerían que las briofitas son monofiléticas después de todo. Desde entonces, en parte gracias a una proliferación de conjuntos de datos genómicos y transcriptómicos, casi todos los estudios filogenéticos basados en secuencias nucleares y cloroplásticas han concluido que las briofitas forman un grupo monofilético. Sin embargo, las filogenias basadas en secuencias mitocondriales no apoyan el punto de vista monofilético.
Los tres clados de briofitas son Marchantiophyta (hepáticas), Bryophyta (musgos) y Anthocerotophyta (antocéros). Sin embargo, se ha propuesto que estos clados se desclasifiquen en las clases Marchantiopsida, Bryopsida y Anthocerotopsida, respectivamente. En la actualidad existe una fuerte evidencia de que las hepáticas y los musgos pertenecen a un clado monofilético, llamado Setaphyta.

### Vista monofilética
El modelo preferido, basado en la mayoría de las filogenias moleculares, indica a las briofitas como un grupo monofilético:
| Setaphyta | \| \| Marchantiophyta (hepáticas) \| \| \| \| \| \| Bryophyta s.s (musgos) \| \| \| \| |
|           | \| \| Marchantiophyta (hepáticas) \| \| \| \| \| \| Bryophyta s.s (musgos) \| \| \| \| |
|           | Anthocerotophyta (antoceros)                                                           |
|           |                                                                                        |
|           | Marchantiophyta (hepáticas)                                                            |
|           |                                                                                        |
|           | Bryophyta s.s (musgos)                                                                 |
|           |                                                                                        |

|  | Marchantiophyta (hepáticas) |
|  |                             |
|  | Bryophyta s.s (musgos)      |
|  |                             |

| Setaphyta | \| \| Marchantiophyta (hepáticas) \| \| \| \| \| \| Bryophyta s.s (musgos) \| \| \| \| |
|           | \| \| Marchantiophyta (hepáticas) \| \| \| \| \| \| Bryophyta s.s (musgos) \| \| \| \| |
|           | Anthocerotophyta (antoceros)                                                           |
|           |                                                                                        |
|           | Marchantiophyta (hepáticas)                                                            |
|           |                                                                                        |
|           | Bryophyta s.s (musgos)                                                                 |
|           |                                                                                        |

|  | Marchantiophyta (hepáticas) |
|  |                             |
|  | Bryophyta s.s (musgos)      |
|  |                             |

De acuerdo con este punto de vista, en comparación con otras plantas terrestres vivas, los tres linajes carecen de tejido vascular que contenga lignina y esporofitos ramificados con múltiples esporangios. La prominencia del gametofito en el ciclo de vida es también una característica compartida de los tres linajes de briofitas (las plantas vasculares existentes son todas dominantes en esporofitos). Sin embargo, si esta filogenia es correcta, entonces el esporofito complejo de las plantas vasculares vivas podría haber evolucionado independientemente del esporofito no ramificado más simple presente en las briofitas. Además, este punto de vista implica que los estomas evolucionaron solo una vez en la evolución de las plantas, antes de perderse posteriormente en las hepáticas.

### Vista parafilética
En esta visión alternativa, la agrupación Setaphyta se mantiene, pero los antoceros en cambio son hermanos de las plantas vasculares. Es posible que se requieran más pruebas para rechazar completamente esta hipótesis.
|  | Marchantiophyta (hepáticas) |
|  |                             |
|  | Bryophyta s.s (musgos)      |
|  |                             |

|  | Anthocerotophyta (antoceros)      |
|  |                                   |
|  | Tracheophyta (plantas vasculares) |
|  |                                   |

|  | Marchantiophyta (hepáticas) |
|  |                             |
|  | Bryophyta s.s (musgos)      |
|  |                             |

|  | Anthocerotophyta (antoceros)      |
|  |                                   |
|  | Tracheophyta (plantas vasculares) |
|  |                                   |

## Visión general
En ellos existe claramente visible una alternancia de generaciones entre un gametofito muy desarrollado, con vida vegetativa independiente (el vegetal adulto) y un esporófito bastante reducido, indisolublemente unido al anterior y encargado exclusivamente de la formación de meiotósporas (reducidas por meiosis). Según los autores se ha concedido a las briófitas una mayor o menor independencia respecto a las demás cormofitas. Ciertamente, el gran desarrollo de su gametófito frente al esporófito evoca una posición filogenéticamente intermedia entre algas y pteridofitas. No obstante, la falta de datos fósiles al margen de otras consideraciones, impiden estructurar, de una manera razonable, el filo verde a través de este grupo hacia las plantas vasculares. En el estado actual de nuestros conocimientos, los distintos grupos de briófitos (musgos, hepáticas y antocerotes), ocuparían series finales de respectivos filos. Las más antiguas pteridofitas, las Psilofitales, probablemente tuvieron arquetipos comunes con las briófitas, pero de este escalón intermedio nada se sabe. No obstante, parece ser del todo razonable seguir pensando en un origen clorofícico de pteridofitas y briófitas, siendo lógico tratar en este sentido dicho grupo de vegetales como una división independiente, tal como hace Scagel. La visión sintética del «tronco» Cormophyta de Wettstein es en ciertos rasgos muy ilustrativa. Sus arquegoniadas, que incluyen briófitas y pteridofitas, ponen en evidencia la existencia del arquegonio como común órgano sexual femenino.

## Caracteres y clasificación
Las briófitas son muy numerosas y se encuentran repartidas por todo el mundo. Se conocen unas 24 000 especies distribuidas en más de 900 géneros, todas de pequeña talla, excepto algún musgo gigante que llega a alcanzar los 60 cm de altura. De vida terrestre, prefieren, sin embargo, para su desarrollo lugares húmedos. No presentan tejidos especiales para la toma del agua ni de las sales minerales, ni tampoco tejidos internos para la circulación de la savia; no obstante, pueden estar presentes algunas células de tipo conductor traqueiforme. La toma del agua la realizan, bien directamente a través de las hojas, nunca por los rizoides, ya que estos sirven solamente para la fijación al sustrato. Por todas estas razones, parece conveniente asignarles un nivel de organización a talofitas.
El aspecto del gametofito puede ser laminar o folioso, y en todos los casos las células corticales son las encargadas de la fotosíntesis. Dicho gametofito se forma por actividad de la meiotospora que forma o no, según los grupos taxonómicos, un protonema previo que en algunos musgos es verde y ramificado. En todas las briófitas los órganos sexuales suelen encontrarse en la terminación de ramas especiales, más o menos protegidas. Solo en ciertas hepáticas talosas y en los antoceros, los anteridios y arquegonios se hallan empotrados en el talo. El arquegonio presenta generalmente varias células en el canal del cuello, carácter que separa netamente briófitas de pteridofitas, las cuales no muestran más que una sola célula, y en el vientre una ovocélula. El anteridio, habitualmente mazudo, forma numerosos espermatozoides biflagelados. Una vez fecundada la ovocélula, se forma el cigoto que, sin estado de reposo, se divide numerosas veces y al final forma la cápsula o esporófito en cuyo interior, previa meiosis de las células madre de las esporas, se originan de nuevo las meiotosporas haploides.
Tradicionalmente se reconocían solo dos grupos: Musci y Hepaticae (Adanson 1763, Jussieu 1774). Posteriormente se añadió una tercera, la Anthocerotae. Resumiendo la nomenclatura usada podemos graficar históricamente la clasificación de las briofitas:
| Eichler 1883 | Rothmaler 1951   | G. Smith 1955 | Bold 1956   | Stotler 1977     |
| Musci        | Bryopsida        | Musci         | Bryophyta   | Bryophyta        |
| Hepaticae    | Hepaticopsida    | Hepaticae     | Hepatophyta | Marchantiophyta  |
| Hepaticae    | Anthocerotopsida | Anthocerotae  | Hepatophyta | Anthocerotophyta |

### Hepáticas

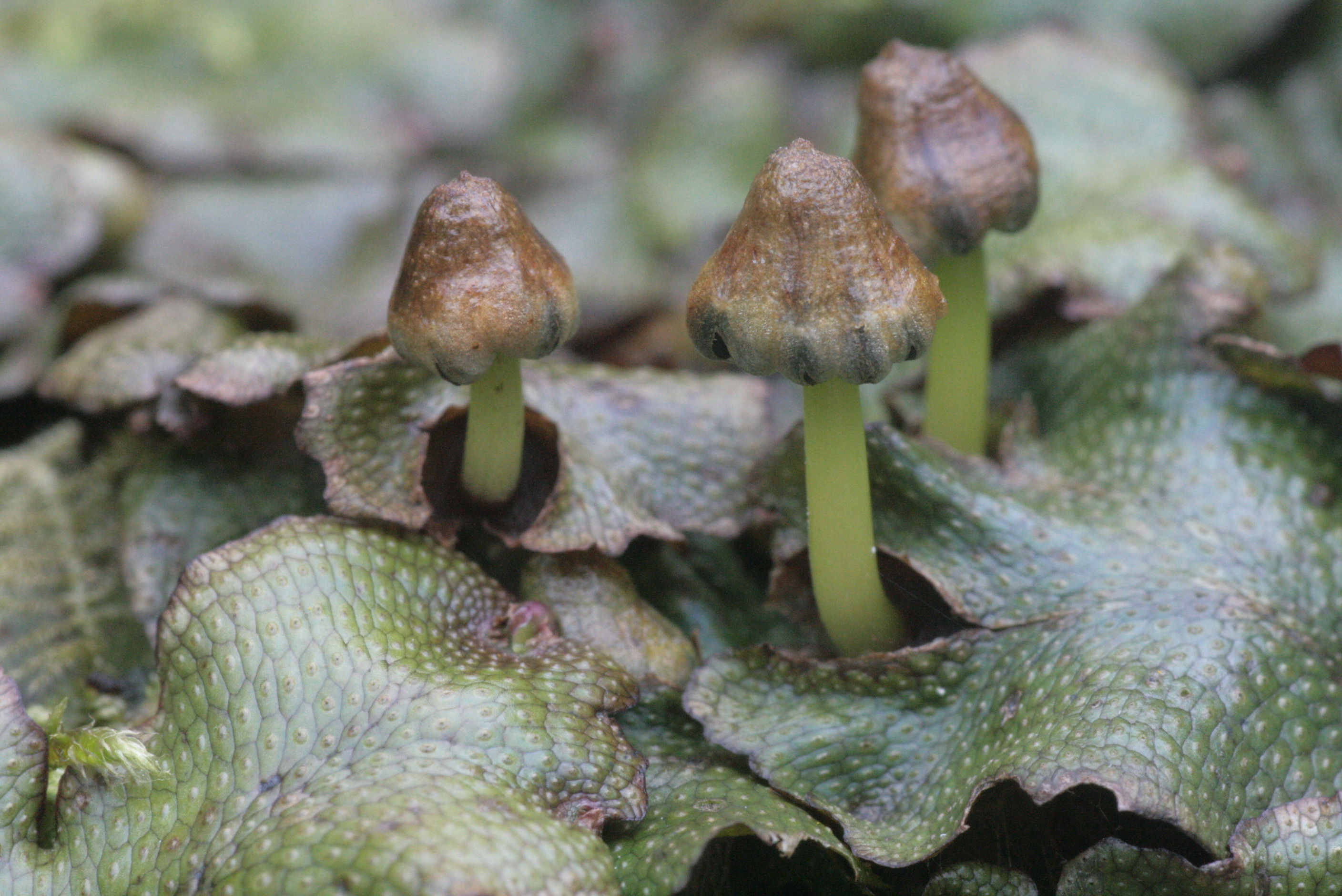
Conocephalum

La clase Hepáticas o Hepaticae agrupa unas 8501 especies distribuidas en unos 230 géneros que se hallan repartidos por todo el mundo, pero de preferencia en las regiones tropicales americanas. Viven sobre todo en zonas umbrosas y frescas durante el verano. Muy pocas son auténticamente acuáticas. Al estado fósil son conocidas con seguridad desde el Jurásico, aunque parece que ya existieron en el carbonífero.
Poseen crecimiento apical y su tamaño, muy reducido, alcanza en algunas especies los 30 cm. En las hepáticas foliosas el gametofito está formado por una parte inferior más o menos subterránea desprovista de clorofila, sobre la que se desarrollan, merced a la actividad de una célula meristemática (del tejido de crecimiento) de dos o tres caras, una serie de hojas en disposición dística o trística. Dada la disposición dorsiventral que muestran la mayoría de las hepáticas foliosas, la actividad de la cara inferior de la célula meristemática suele originar los anfigastros u hojitas situadas en la cara ventral del tallito.
Tras la fecundación, las células basales del joven esporófito, constituyen un tejido haustorial (chupador) que toma el agua y sustancias nutritivas del gametofito. Las células superiores originan el pie, y la pared de la cápsula se forma a partir del anfitecio, que no tiene en este caso más que una capa de células. En las hepáticas talosas, como Marchantia, la estructura del talo aplanado es completa, y muestra en la epidermis superior poros aeríferos a modo de estomas. Seguidamente, el tejido clorofílico y de reserva. En la cara inferior son visibles los rizoides unicelulares y también escamas pluricelulares que se interpretan como anfigastros. Los órganos sexuales se sitúan en la parte superior de ramas especiales, anteridióforos y arquegonióforos. El anteridióforo consta de un pedúnculo alargado rematado por un disco ancho octolobulado donde se hallan embutidos en criptas los anteridios. El arquegonióforo es análogo, pero los lóbulos están profundamente hendidos en la madurez. Los arquegonios, que, originariamente se forman en la cara superior, debido a un repliegue subsiguiente se sitúan en la inferior al llegar la madurez. Las gotas de agua, al incidir sobre el disco del arquegonióforo, arrastran los espermatozoides biflagelados que pueden incidir sobre el arquegonióforo y fecundar la ovocélula. El cigoto desarrolla el embrión y puede apreciarse el pie o tejido haustorial y el tejido esporífero que deriva del endotecio. Tras la meiosis se forman numerosas meiotosporas y eláteres (células estériles del esporogonio) alargados. La cápsula se abre una vez madura por cuatro o seis valvas. Dentro de las hepáticas pueden separarse varios órdenes que, de los más primitivos a los más modernos, son: calobryales, [jungermanniales], metzgeriales, sphaerocarpales y marchantiales.

### Muscíneas o Musgos
La clase Musci, la más numerosa de las briófitas, incluye aproximadamente 15 000 especies distribuidas en más de 600 géneros que se agrupan en tres órdenes: bryales, sphagnales y andraeales. Viven por todo el mundo y muchos de ellos son pioneros sobre sustratos rocosos donde la vida es muy desfavorable para los vegetales vasculares.
El ciclo biológico de un musgo se puede resumir del modo siguiente: una meiotospora germina originando un protonema que en la mayor parte de los musgos tiene forma filamentosa. En la parte superior del protonema, que es clorofílico, se destaca por tabicaciones transversales oblicuas una célula apiramidada que engendrará por repetidas segmentaciones en tres direcciones, el gametofito o musgo propiamente dicho. Cada una de esas células originadas por la actividad de la apical, se divide ulteriormente en repetidas ocasiones. La parte interior de cada una de ellas originará el tallito y la exterior las hojas.
El tamaño que alcanza el gametofito es generalmente pequeño, y sólo en algunos musgos tropicales llega a los 50 cm. Pese a ser el tallito de estructura muy primitiva, pueden reconocerse en él algunos elementos conductores y mecánicos. Los órganos sexuales se sitúan en los ápices de las ramificaciones y habitualmente los masculinos suelen estar próximos a los femeninos, aunque en ciertas especies dioicas hay un dimorfismo sexual. Los anteridios se forman normalmente a partir de una célula superficial por bisegmentación. Los arquegonios, a veces protegidos por hojas especiales, presentan numerosas células en el canal del cuello.
Una vez realizada la fecundación, merced a la acción del agua como vector y a la sacarosa segregada por el arquegonio como sustancia quimiotácticamente orientadora, el cigoto se divide transversalmente. La célula apical formará, tras numerosas divisiones, la cápsula, mientras que la basal formará un tejido estéril, también diploide (v. cromosoma), que constituirá el pedúnculo de la cápsula o seta. En andraeales y bryales la seta es de origen gametofítico. En la formación de la cápsula se destacan dos grupos de células o tejidos, uno externo o anfitecio y otro interno o endotecio. En bryales y andraeales el tejido fértil, que ha de originar las meiotosporas, deriva de la capa externa del endotecio, mientras que en sphagnales lo hace de la capa interna del mismo. La columnilla se forma en todos ellos a partir de la capa interna del endotecio. A diferencia de las hepáticas y antocerotes, en los musgos no se forman eláteres disgregadores. La dehiscencia de la cápsula varía con los órdenes. En bryales se realiza mediante un opérculo y poseen unos dientes o peristoma, con origen en la capa externa de la cápsula, que colaboran en la salida de las esporas. Los sphagnáles y andraeales carecen de peristoma, y en este último orden la cápsula se abre por cuatro fisuras longitudinales.

### Antoceros
La clase Anthocerotae representa un pequeño grupo que durante mucho tiempo estuvo incluido en las hepáticas. Posee un solo orden Anthocerotales, con unas 200-250 especies incluidas en catorce géneros.
El gametofito, taloso y de pequeño tamaño, muestra poros de mucílago al menos en la cara ventral. El protonema está obsoleto o ausente y las células del tejido clorofílico presentan normalmente un solo cloroplasto grande y un pirenoide, aunque en algunas especies puede haber más de un cloroplasto y faltar el pirenoide. En los espacios intercelulares es común que se hallen algas del género Nostoc.
Como ya se ha indicado, el anteridio y el arquegonio tienen un desarrollo endógeno. El arquegonio lleva seis células en el canal del cuello. A diferencia de musgos y hepáticas, la primera división del cigoto, tras la fecundación, es vertical y tras divisiones sucesivas se forman dos capas de cuatro células cada una. El desarrollo del esporófito es teóricamente ilimitado. Las cuatro células basales originan el pie o parte estéril que se embutirá en el gametofito para la toma de las sustancias nutritivas. Las células superiores del embrión son de crecimiento continuo. Forman, a partir del endotecio, la columnilla y las células madres de las meiotosporas y los pseudoeláteres, de la capa interna del anfitecio. La dehiscencia del esporogonio se verifica del ápice a la base.
Los antoceros parecen estar relacionados filogenéticamente, al menos sus arquetipos, con ciertas algas verdes. Sus columnillas y esporófitos recuerdan a ciertas psilofitales fósiles.